# Президентские выборы в Финляндии (2012)
Президентские выборы в Финляндии 2012 года (фин. Suomen presidentinvaali 2012 швед. Presidentvalet i Finland 2012) — общегосударственные выборы Президента Финляндии на период 2012—2018 годов. Действующий президент республики Тарья Халонен пребывала в должности два срока подряд (с 2000 по 2012) и не могла баллотироваться в третий раз.
Первый тур выборов состоялся в воскресенье 22 января 2012 года. Во второй круг, который состоялся 5 февраля, вышли Саули Ниинистё (37 % голосов) и Пекка Хаависто (18,8 %).
Президентом Финляндии избран Саули Ниинистё (62,6 %).

## Полномочия президента

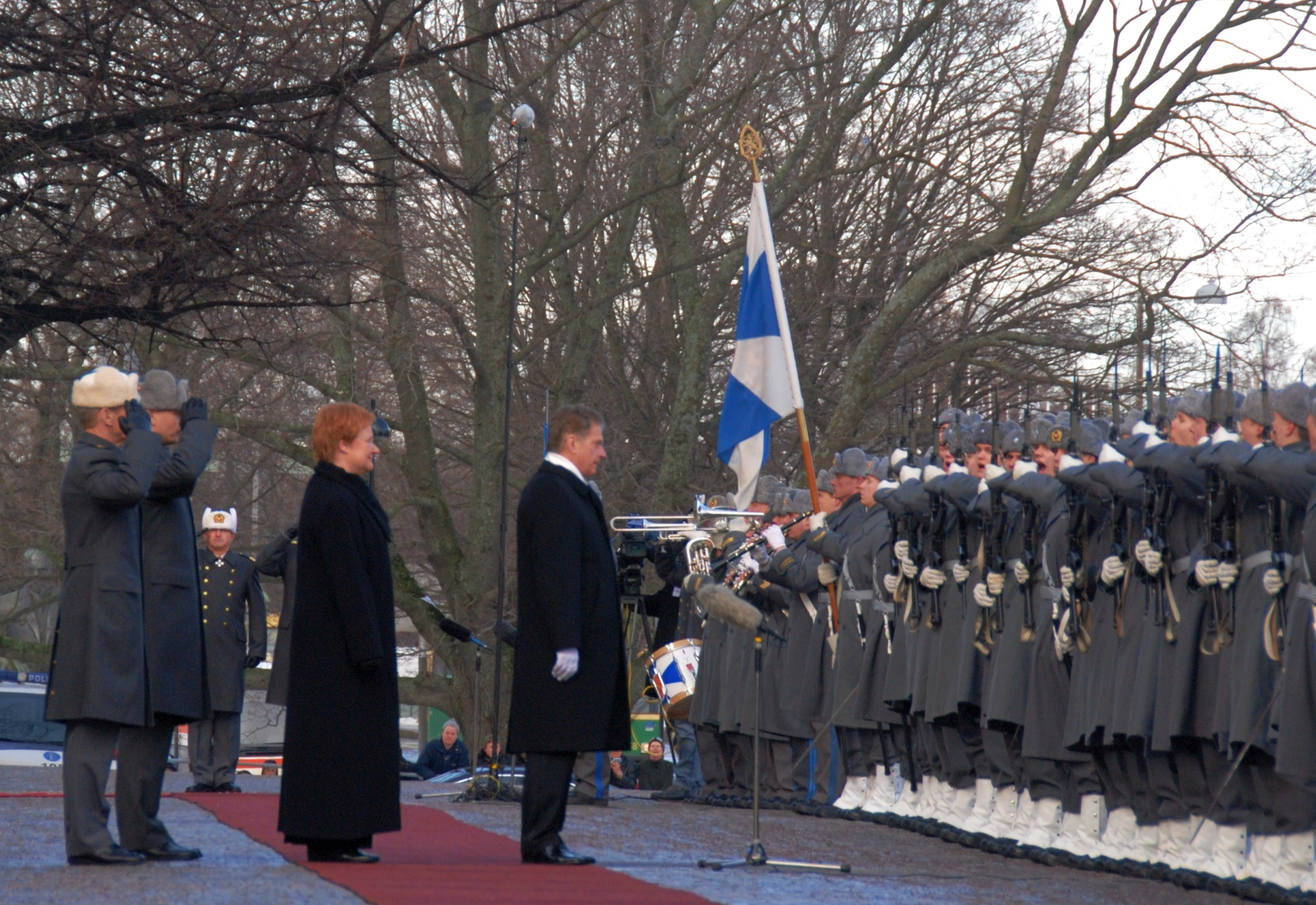
Церемония инаугурации нового президента Финляндии. Саули Нийнистё (в центре) и Тарья Халонен (слева), передавшая ему свои президентские полномочия. 1 марта 2012, Хельсинки

Полномочия Президента были сокращены в ходе конституционной реформы 2000 года. В настоящее время президент руководит финской внешней политикой вместе с кабинетом министров. Дела Европейского Союза, однако, не относятся к власти президента, ими ведает премьер-министр. Власть Президента значительно сократилась: президент может распустить парламент, но только по запросу премьер-министра; президент может принять решение не ратифицировать законопроект, но это только возвращает его в парламент, который затем должен одобрить законопроект ещё раз, после чего он становится законом без подписи президента. Власть президента назначать должностных лиц также была сокращена, однако, президент всё ещё назначает всех офицеров, а также судей. Президент является Верховным главнокомандующим вооружённых сил Финляндии. Президент также имеет право на помилование лиц, осуждённых за преступления.

## Предвыборная кампания
На предвыборную кампанию Саули Нийнистё коалиционная партия потратила более 0,5 млн евро.

## Кандидаты
По закону кандидатом в президенты страны может быть только уроженец Финляндии. Его могут выдвигать либо политическая партия, получившая хотя бы одно место в парламенте на предыдущих выборах, либо группа избирателей числом не менее 20 000 человек.
Все политические партии, представленные в Парламенте Финляндии выдвинули на президентские выборы 2012 года своих кандидатов. В семи партиях кандидатуры были выдвинуты единогласно, а в Социал-демократической партии на выборах победил Пааво Липпонен с 67 % голосов избирателей.
Кандидатам присвоены номера от 2 до 9 которые будут указаны на избирательных бюллетенях.
По отзывам самих кандидатов, они не собираются сотрудничать и создавать коалиции во втором туре голосования.
После окончания выборов, в апреле 2012 года, все кандидаты представили декларации об источниках финансирования своих предвыборных кампаний. Самая дорогая кампания была у Саули Нийнистё, самая дешёвая — у Сари Эссайя.

## Опросы общественного мнения
Абсолютным лидером опросов общественного мнения является кандидат в президенты Саули Нийнистё, однако при опросе 5 января 2012 года теле-радиокомпания YLE отмечает, что выросла доля неуверенных избирателей, не знающих, за кого голосовать. Почти каждый третий опрошенный затруднялся называть своего фаворита.

## Голосование
Правом голоса на президентских выборах 2012 года обладают 4 402 622 граждан Финляндии (из них 230 422 человека проживают за границей).
10 января 2012 года был последним днём оформления регистрации для домашнего голосования на президентских выборах тех граждан, кто по физическим причинам не в состоянии явиться на избирательный участок.

### Первый тур

#### Предварительное голосование
Предварительное голосование на 903 избирательных пунктах проходило в Финляндии со среды 11 января до 17 января. В первый день предварительного голосования на избирательные участки пришло 5,4 % избирателей (в 2006 — 6,2 %). 13 января (третий день голосования) на проголосовало 4,2 % избирателей, имеющих право голоса (всего за три дня участки посетило 15 % избирателей). На 16 января осуществили своё избирательное право около 25,1 % имеющих право голоса, а на момент закрытия предварительного голосования 17 января проголосовало 32,7 % избирателей (в 2006 — 30,7 %).
За границами Финляндии предварительное голосование для граждан страны проходило с 11 по 14 января. Оно было организовано в 90 странах мира (за рубежом проживают свыше 230 тысяч граждан Финляндии, обладающих правом голоса на президентских выборах) и его посетило рекордное количество избирателей — 47 524 человека (на 50 % больше по сравнению с выборами 2006 года).
Кроме того, в Санкт-Петербурге проголосовало около 300 граждан Финляндии.
Молодёжный альянс учащихся Финляндии провёл среди имеющих право голоса молодых жителей страны голосование, в котором приняло участие 76 417 подростков из 650 учебных заведений, среди которых 63,5 % молодых людей представляли старшую школу, 33 % — среднюю школу и 10 % учащихся — профессионально-технические училища. Их голоса распределились следующим образом:

#### Результаты первого тура
Первый тур президентских выборов состоялся 22 января 2012 года, в нём приняли участие 3 059 850 избирателей, что составило 72,7 % (в 2006 году — 73,9 %).

## Второй тур

### Предварительное голосование
Предварительное голосование второго тура проходит по всей Финляндии с 25 по 31 января. Даты предварительного голосования за рубежом — 25-28 января. На 25 января в Финляндии проголосовало 7,4 % избирателей (в 2006 году − 6,7 %). На 26 января проголосовало в общей сложности более 275 тысяч человек, что составило 14,2 % избирателей (в 2006 — 12, 2 %). 27 января проголосовало 20,1 % имеющих право голоса (в 2006 — 17,3 %).

### Результаты второго тура
Второй тур президентских выборов состоялся 5 февраля 2012 года, в нём приняли участие 68, 8 % избирателей (в 2006 году — 77,2 %). Наблюдатели отмечали большое количество аннулированных бюллетеней в которых стоял либо прочерк или было пусто (в Оулу таких было аннулировано более 2 тысяч).
По результатам второго тура, президентом Финляндии избран Саули Нийнистё (62,6 %)
По данным социологического опроса, проведённого в марте 2012 года по заказу газеты «Helsingin Sanomat», гомосексуальность Пекка Хаависто стала второй по значимости причиной, по которой третья часть избирателей проголосовала за Саули Нийнистё.

## Вступление в должность
Новый президент вступил в должность в первый день месяца, следующего за выборами — 1 марта 2012 года. В 12:00 началась инаугурация, открывшаяся торжественной речью перед парламентом. После этого (около 12:20) начались полномочия нового президента и закончились полномочия предыдущего.